# Solenopsis azteca
Solenopsis azteca é uma espécie de formiga do gênero Solenopsis, pertencente à subfamília Myrmicinae.
Duas subespécies são descritas:
- Solenopsis azteca azteca
- Solenopsis azteca pallida